# Izalco
Izalco (en náhuat Itzalku) es un distrito y cabecera municipal de Sonsonate Este en el departamento de Sonsonate, El Salvador. Tiene una población estimada de 77 529 habitantes para el año 2024.
Se encuentra ubicado en una región poblada desde la época prehispánica por grupos nahuas, que también se distinguió por la importante producción de cacao que se mantuvo hasta la etapa de la colonización española. En dicho periodo, coexistían los pueblos de Dolores y Asunción, cuyos habitantes eran ladinos e indígenas, respectivamente; aunque ambos acabaron reunidos en un gobierno municipal en el siglo XIX. 
Izalco fue uno de los sitios más afectados por el Levantamiento campesino de 1932. Sin embargo, en el distrito se manifiestan diversas tradiciones populares, que son representativas del sincretismo entre la cultura prehispánica y la europea.
| Censo | Población | Cambio | Porcentaje |
| ----- | --------- | ------ | ---------- |
| 2007  | 70 959    | N/D    | N/D        |
| 2024  | 77 529    | 6 570  | 9.3%       |

## Toponimia
El nombre de Izalco tiene su origen en el idioma náhuat, puede venir de ītzcalco (itzkalku en náhuat salvadoreño) que significa literalmente: «en el lugar de la(s) casa(s) de obsidiana», sin embargo, su significado común es «en el lado (derecho o izquierdo)». Viene de las palabras itzti = obsidiana, kal = casa y ku = en el lugar de.
De acuerdo al historiador Jorge Lardé y Larín, Izalco proviene de las raíces itz (obsidiana); cal (casa), y co (lugar), lo que se traduce en «ciudad de las casas de obsidiana». Se dice que el nombre primitivo era tecupan ishatcu, que quiere decir: «el asiento de los señores en un lugar de aguas cristalinas»; o también que la región era conocida como muchishatcu cuyo significado es: «el reino de los Izalcos».
Otra versión establece que Izalco tendría los significados de: «en las arenas de obsidiana», «en las arenas negras», o «lugar de vigilancia o penitencia»; pues proviene de las voces itz (obsidiana), shal (arena), co (lugar) y cal (casa).

## Historia

### Época prehispánica
Según la versión tradicional de Juan de Torquemada, el último soberano de Tula, Topilzín Acxitl Quetzalcóhuatl II, se trasladó a la América Central debido al colapso de la cultura tolteca en el valle del Anáhuac. En aquella región fundó Escuintla, y posteriormente Tecpan-Izalco —o tecupan ishatcu— y además Cuscatlán. Por el contrario, y aunque la cronología exacta no es conocida, las investigaciones científicas establecen la llegada de los nahuas al territorio salvadoreño en varias migraciones entre los años 900 y 1500 d. C.
Precisamente, los izalcos eran una de las cuatro ramas de nahuas asentadas en el territorio junto a los cuzcatlecos, nonualcos y mazahuas. También conformaron un señorío con característica de ciudad-estado que sería llamado por los españoles Tecpán Izalco, y el cual comprendía quince asentamientos. Entre ellos sobresalían Izalco, Caluco, Nahulingo y Tacus-calco.
La región era una importante productora de cacao, que se pagaba como tributo a la autoridad del señorío y también servía como moneda para la adquisición de bienes y servicios, tales como la obsidiana y el jade del altiplano guatemalteco.

### La colonización española

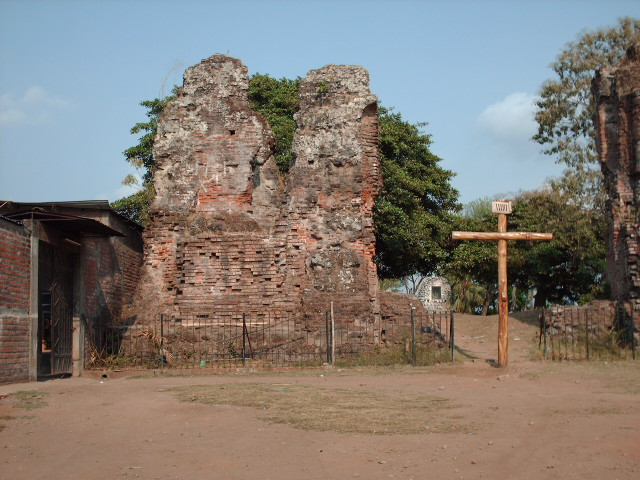
Vestigios de la primera iglesia de Nuestra Señora de la Asunción.

De acuerdo al lienzo de Tlaxcala, el conquistador Pedro de Alvarado libró una de sus batallas en Tecpan-Izalco en el año 1524, cuya población se estimaba en 4500 habitantes para 1550, la mayor cantidad en un núcleo indígena en territorio salvadoreño para ese tiempo.
Consumada la conquista, los izalcos continuaron pagando tributo a los encomenderos españoles con cacao. Precisamente, el fruto cobró notoria importancia en la economía de la colonia española. De hecho, muchos clérigos deseaban ocupar uno de los curatos de la próspera zona. Así lo hacía notar el obispo Francisco Marroquín en 1556: «Sé que se han quejado [de] que se vienen a este obispado muchos clérigos: yo no los llamo ni los regalo [halago]; y prometo a Vuestra Majestad que a algunos he echado muy contra su voluntad y a otros he [permitido] que se vayan. Como esta tierra en algunas partes es rica en el fruto del cacao, vienen a esta provincia y sirven a esta iglesia y en otros lugares de poco interés y confían que en algún año los aprovecharé [en las regiones cacaoteras]...». También los monjes del convento de Santo Domingo de Sonsonate decidieron trasladarse allí en 1572. 
Entre los años 1571 y 1574, según Juan López de Velasco, se exportaron desde Acajutla «la cantidad de trescientos mil ducados» de cacao. Por su parte, el oidor don Diego García de Palacio, en carta el 8 de marzo de 1576, escribió al Rey Felipe II: «En efecto, era [en los tiempos precolombinos] la cosa más preciada que acá había; ha crecido y multiplicándose tanto, después que están [estos pueblos] en Vuestra Real Corona, con la libertad que tienen de verlo y tratarlo, que de esta provincia [de los Izalcos] principalmente y de su comarca se provee la Nueva España, de que hay mucho comercio y contratación de una a otra parte».
En la etapa de la colonización española, Izalco perteneció a la Alcaldía Mayor de Sonsonate. Para el año 1770, Pedro Cortés y Larraz describía que en el poblado coexistían la parroquia de Dolores Izalco, o «barrio de arriba», con población ladina que totalizaba 3455 habitantes; y la de Asunción Izalco, o «barrio de abajo», con población india que ascendía a 2212. Antes de su llegada, recibió una carta del cura párroco del lugar en el que se describe lo siguiente: «El idioma común que se habla en este curato es el castellano aunque los indios tienen su idioma nativo que es el Mexicano pero hablan bien el castellano, las indias si son algo mas remisas en hablarlo y se rehabitan mas al mexicano».

### Época republicana
Con la promulgación de la primera constitución salvadoreña en 1824, Izalco se agregó al nuevo departamento de Sonsonate, y para el 6 de abril de 1827 se erigió como cabecera de distrito con el título de villa, aunque Dolores Izalco y Asunción Izalco mantenían sus autoridades municipales. 
En medio de los turbulentos años de la federación centroamericana, en 1827 se estableció en el poblado el cuartel general del presidente federal Manuel José Arce, quien mantenía un conflicto con el gobierno salvadoreño. Dicho lugar sirvió también para entablar pláticas de paz. Además, en el mes de noviembre de 1832 estalló una sublevación indígena promovida presuntamente por el religioso Pablo Sagastume en favor de la facción conservadora, y la cual era acaudillada por Felipe Vega y Manuel Amaya. Del motín resultó saqueada Sonsonate.
Para el 24 de febrero de 1838, y por Decreto Legislativo, Asunción y Dolores Izalco fueron fusionadas en una sola población que mantenía el título de villa. Sin embargo, la unión no prosperó, ya que la rivalidad entre ambos lugares era notoria. Por ello, en el año 1853 los pobladores de Asunción pidieron a las cámaras legislativas de El Salvador la creación de un gobierno municipal autónomo; dicho órgano delegó la decisión al poder ejecutivo. Francisco Dueñas, a la sazón presidente de la república, acordó nuevamente la división entre ambos lugares; además estipuló que Dolores debería nombrar dos alcaldes, cinco regidores y un síndico, y Asunción, un alcalde, cuatro regidores y un síndico. El mandatario fundó su resolución «atendiendo a que en la vida de los hombres influyen mucho las costumbres, a que es del gusto de ambos [pueblos] separarse».
Para el año 1859, Dolores contaba con 4543 habitantes, muchos de ellos indígenas a pesar del carácter ladino del lugar. Además, para ese tiempo se hacía notar en un informe que el café era cultivado con cierta «indiferencia», y el cacao, a pesar de carecer de incentivos para su producción, todavía era observado en los mercados locales. Por su parte, Asunción tenía una población de 2863 habitantes.
Por decreto del presidente Gerardo Barrios del 7 de febrero de 1862, nuevamente se dispuso la unión de ambos emplazamientos bajo un gobierno municipal; además, Izalco ostentaría el título de ciudad.  
En el informe del gobernador del departamento de Sonsonate Antonio Ipiña hecho en el 25 de diciembre de 1865, notó que Dolores y Asunción habían compuesto sus edificios públicos. En Asunción se arregló casi completamente su cabildo que estaba "muy aseado", compuso una calle y estaba trabajando en la reparación de su iglesia parroquial. Dolores empedró 178 varas de calle de 10 varas de ancho y cuidaba de que las casas particulares se construyan a orillas de las calles para ir cerrando las manzanas. A la ciudad le faltaba un rastro y necesitaba ya que alumbrar sus calles por la noche y se le mandó a su municipalidad que presente arbitrios para procurarse fondos con que hacer esas obras.
A finales de 1865, inició la construcción de un nuevo puente sobre el río de Ceniza para reemplazar el que había sido destruido por una inundación. Este puente que conectaba a Izalco con Sonsonate y Sonzacate formaba una parte importante de la carretera de la capital a Sonsonate, y su reconstrucción era una obra muy importante al comercio del país; por tanto la construcción del puente fue hecha por orden y cuenta del gobierno. La construcción fue avanzando en diciembre de 1865 después de allanarse unos atrasos del empresario encargado de la construcción. Para el 22 de enero de 1866, el puente del río de Ceniza que conectaría a Izalco con Sonsonate y Sonzacate tenía su arco por comenzarse, teniendo ya la madera para su cimbra y se esperaba que se concluyera antes de las lluvias.
Después de que se reglamentó la Policía Rural con Jueces de Policía rural en el 16 de mayo de 1868, se nombró a don Francisco Machado como Juez de Policía Rural del Distrito de Izalco, cuya dotación era de 30 pesos mensuales.
Por decreto legislativo del 18 de febrero de 1869 se ordenó definitivamente la erección de un solo régimen municipal. 
En el 14 de marzo de 1875 hubo un motín que terminó en la muerte del cabo 2.º Tránsito Romualdo y Candelario Pashaca; en el 27 de septiembre, el jurado de Izalco pronunció sentencia a los implicados, declarando como culpables de homicidio y autores principales del motín a Encarnación Lucero, Matías Teshe, Luis Quilizapa, Dolores Cúni, Dolores Ramón, Nazario Gómez y Lázaro Maye; a 5 otros como cómplices; y absolviendo a 11.
Para 1890 Izalco tenía una población de 8968 habitantes; y el geógrafo Guillermo Dawson describía la localidad con estos términos: «Sus calles son pintorescas. Sus alrededores bellísimos, y en toda la ciudad hay cierto no, sé qué que trae a la mente del visitador recuerdos históricos que datan de muchos siglos». Seis años después el botánico sueco Carl Vilhelm Hartman pasó por el lugar y tomó una serie de fotografías de los indígenas que le sirvieron para su trabajo Reconocimiento etnográfico de los aztecas en El Salvador de 1901.
En la noche del 14 de noviembre de 1898, durante el golpe de Estado que dio el general Tomás Regalado al presidente Rafael Antonio Gutiérrez, hubo una conmoción política en Izalco en la que tomaron parte más de 80 personas y que terminó en la muerte más de trece personas. En el 31 de marzo de 1900 fueron amnistiados absoluta e incondicionalmente por la Asamblea Nacional Legislativa del delito homicidio de nueve personas: el coronel don Francisco Calvo, los oficiales Enrique Mojica y Francisco Segura, y los soldados Manuel Calvo alias Torito, Apolinario Menjívar, Marcelino Vásquez, Enrique Rosales, Silvestre Morán, Pedro Romualdo, Antonio Ramírez, Carlos Díaz, Rafael Gil, Rubén Romualdo, Mercedes Campos, Rodrigo Estrada, Tomás Nejapa e Ignacio Sarmiento, que fueron procesados en el juzgado de 1.ª Instancia de lo Criminal del departamento de Sonsonate; la amnistía es sancionada por el presidente Tomás Regalado en el 7 de abril. Estos mismos son amnistiados por la misma asamblea en el 21 de abril por el delito de homicidio de cuatro más personas por lo que fueron fueron procesados en el juzgado 2.º de 1.ª Instancia de lo Criminal del departamento de Sonsonate; la amnistía es sancionada por el presidente Regalado en el 23 de abril. En el 9 de mayo, la asamblea concedió amnistía a 78 personas, en gran parte indígenas, que fueron procesados por el delito de rebelión; tal amnistía fue sancionada por el presidente en el 15 de mayo.
| 1. Antonio Cunepa 2. Teodoro González 3. Antonio Monge Ramírez 4. Antonio Isacio 5. Antonio Huela 6. Antonio Pashara 7. Antonio Quilizapa 8. Antonio Trampa 9. Bonifacio Julipa 10. Bonifacio Trampa 11. Bernardino Martínez 12. Catarino Mito 13. Domingo Huela 14. Dionisio Nájera 15. Cirilo Sisco 16. Dionisio Nejapa 17. Eulogio Serrato Shupán 18. Francisco Chilulo 19. Francisco Chilulin 20. Félix Chía 21. Francisco Sisco 22. Francisco González 23. Fermín Telula 24. Francisco Chile 25. Félix Aguilar 26. Guillermo Velásquez 27. Gregorio Tepas 28. Guillermo Jiménez 29. Hilario Ramírez 30. José Cuel 31. José María Telule 32. Jacinto Pinto 33. José Teshsen 34. Juan Nejapa 35. José Pashagua 36. Juan González 37. Juan Mistun 38. Juan Chioga 39. José Mito 40. José María Shico 41. Lorenzo Ramírez 42. Luciano Munto 43. Máximo Macua 44. Manuel Musún 45. Marcelino Telule 46. Manuel Larrizano 47. Manuel Musto 48. Mateo Pashaca 49. Macario Munto 50. Manuel Shico 51. Matías Bolaños 52. Nazario Shupán 53. Nicolás Vásquez 54. Nicolás Sunza 55. Paulino Fraile 56. Pablo Musún 57. Pedro Justo 58. Román Telule 59. Santiago Ramírez 60. Santos Misú 61. Salvador Moreno 62. Silverio Vásquez 63. Silvestre Morán 64. Silverio Sunza 65. Teodoro Pashaca 66. Tránsito Trampa 67. Abraham Escobar 68. Calixto Vega, hijo 69. Trinidad Oliva 70. Ursulo García 71. Pedro Calmo 72. Calixto Pinto, hijo 73. Teodoro Galina 74. Miguel Telule 75. Feliciano Munto 76. Pedro Bolaños 77. Alejandro Calmo 78. Francisco Sisco |

En 1912, se estaba construyendo un parque en la Plaza de la Asunción (hoy Parque Tomás Zaldaña) el gobierno contribuyó $1,000 para esta obra.

### Los sucesos del año 1932

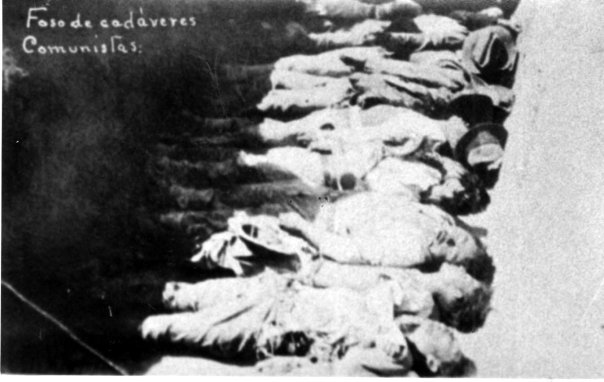
Cadáveres de la matanza del ejército salvadoreño en 1932.

A finales del siglo XIX, en El Salvador comenzaba a conformarse una nueva actividad económica basada en actividades productivas que abrían la posibilidad de participar en el mercado extranjero. El principal de ellos era el cultivo del café, que generaba ganancias a un pequeño grupo de terratenientes, inversores y comerciantes.

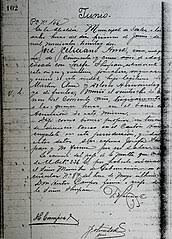
Partida de defunción del cacique indígena Feliciano Ama, líder del levantamiento de 1932.

Una de las medidas promovidas por el Estado para incentivar la producción, fue la abolición de las tierras comunales y ejidales en poder de los campesinos, cuyo proceso inició desde los años 1880 y el cual consolidó la propiedad privada en el campo. El descontento por dichas medidas ya se hacía notar aún antes de ese año, pues en 1875 en Izalco se dio un brote de violencia por el despojo de las tierras ejidales; que también se repetiría en 1884.
Ya en el siglo XX, las tierras agrícolas se concentraban en pocas manos, por lo que la cantidad de campesinos empobrecidos crecía, y la violencia empezaba a cundir tanto en el área urbana como en la rural. Para 1929 sobrevino la crisis económica mundial que afectó directamente a países como El Salvador, que dependía del monocultivo del café. Tras el fallido gobierno de Arturo Araujo, el militarismo se asentó en el poder en 1931 y sobrevino el estallido social en el Levantamiento campesino de 1932 que tuvo a Izalco como uno de sus principales puntos de conflicto. De hecho, en los departamentos de Sonsonate y Ahuachapán se registró la mayor matanza de indígenas por parte de las fuerzas gubernamentales, precisamente adonde había existido el 13% de tierras ejidales del 21% total estimado en el territorio nacional, en el tiempo que había iniciado el proceso de extinción de ejidos.
En Izalco, como en otros puntos del occidente del país y apoyados por miembros del Partido Comunista Salvadoreño, el día 22 de enero los campesinos se alzaron y atacaron cuarteles, guarniciones de policía, oficinas gubernamentales, así como las casas de terratenientes y comerciantes. Retomadas las poblaciones por las tropas militares, el cacique y dirigente de la cofradía del Espíritu Santo de Izalco, Feliciano Ama, fue acusado de ser uno de los instigadores del alzamiento. Su cuerpo sin vida acabó colgado de una ceiba frente a la iglesia de la Asunción.

### Años posteriores
En Izalco la discordia entre los ladinos e indígenas ha sido recurrente. La confrontación cobró mayor intensidad durante y después del alzamiento de 1932. De hecho, los ladinos formaron los grupos denominados «guardias blancas» para perseguir a los comunistas, presuntamente ligados a los indígenas.
Durante la presidencia de Maximiliano Hernández Martínez, se estableció que el gobierno municipal recayera en manos de los ladinos, mientras que la relación con los indígenas tuvo un carácter paternalista. En esos años el cacique Félix Turish se convirtió en el mediador entre los indígenas y el gobierno. Tras el fallecimiento de Turish en los años 1970, la desorganización afectó la comunidad indígena de Izalco, que no pudo recuperarse hasta los años 1990 con la formación de un Comité Pro Rescate de las Tradiciones de Izalco.
Izalco es uno de los últimos lugares donde unas pocas personas aún hablan el idioma Náhuat. En el marco de un proyecto financiado por la Fundación Círculo Solidario, en una escuela de Izalco (centro escolar Dr. Mario Calvo Marroquin ) ahora se enseña náhuat.

## Geografía
La extensión territorial del distrito es de 175,9 km², y la cabecera se encuentra situada a 440 m s. n. m. Limita con los siguientes distritos: 
| Noroeste: Nahuizalco                     | Norte: Santa Ana y El Congo                    | Noreste: Armenia y El Congo |
| Oeste: Sonsonate, Nahuizalco y Sonzacate |                                                | Este: Armenia               |
| Suroeste: Nahulingo                      | Sur: Caluco, San Julián, Sonsonate y Nahulingo | Sureste: San Julián         |

Riegan a Izalco 19 ríos y 37 quebradas; y entre los accidentes orográficos destaca el volcán de Izalco, además de ocho cerros, nueve lomas, dos llanuras, dos montañas, cuatro valles, cuatro mesetas y dos barrancas.

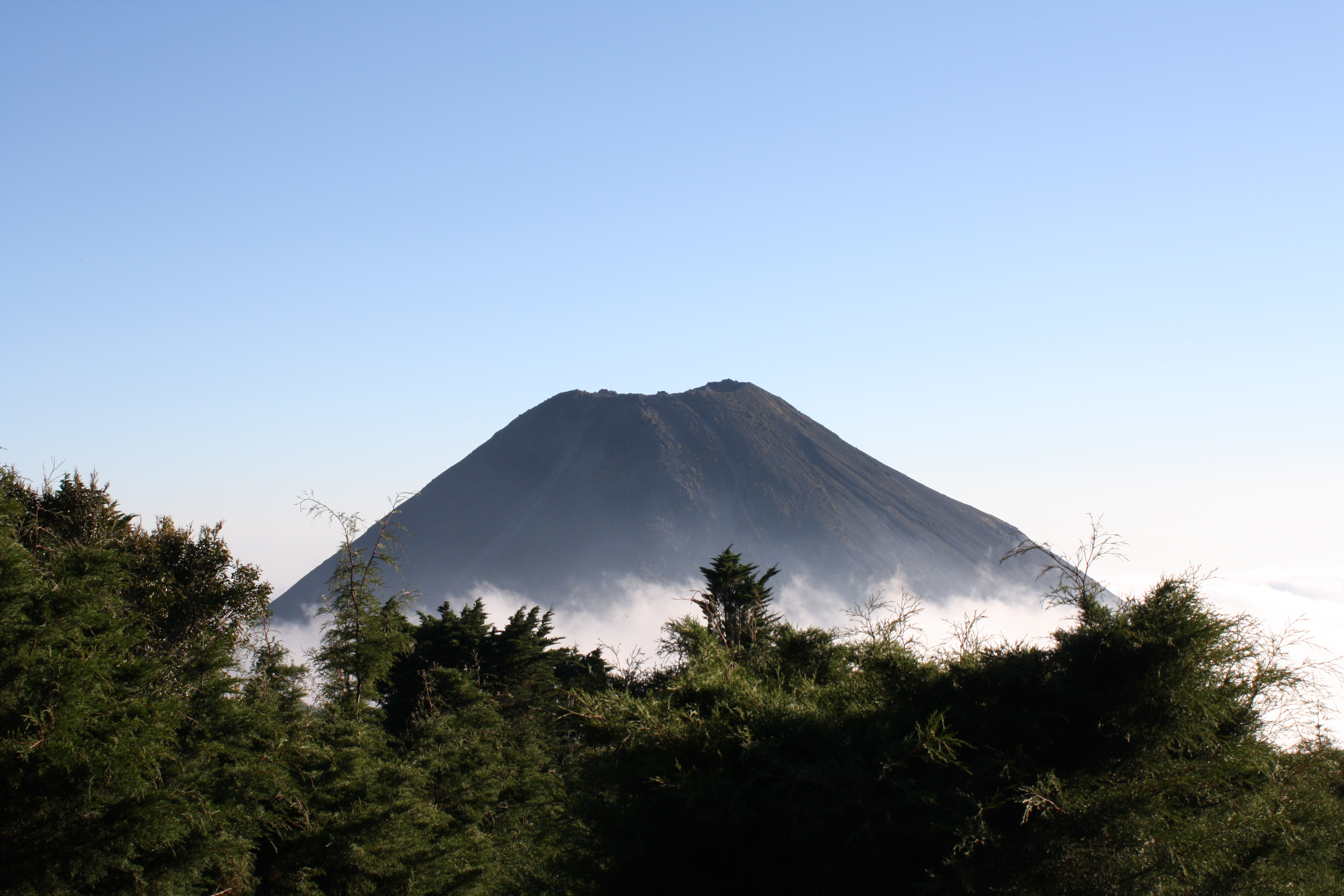
La ciudad de Izalco se encuentra ubicada al pie del volcán del mismo nombre.

### Volcán de Izalco
Izalco es uno de los volcanes activos en El Salvador. Tiene una altitud de 1968 m s. n. m., y pertenece al Parque nacional Los Volcanes junto al volcán de Santa Ana y el Cerro Verde. Fue conocido por varios años como «El faro del Pacífico» debido a la incesante expulsión de lava y rocas que podía divisarse desde la costa marina de país. La última erupción ocurrió en el año 1965 y su nacimiento ha sido sujeto de debates, aunque se considera el año 1770 como el inicio de su crecimiento más enérgico. Sea como fuere es considerado el volcán más joven de El Salvador.

## División política
La cabecera de Izalco comprende nueve barrios: Asunción, Dolores, San Sebastián, Cruz Galana, Santa Teresa, San Juan, Santa Lucía, Santa Cruz y La Otra Banda; también existen veintiún colonias. Los cantones ascienden a 25, cuyo son nombres son (entre paréntesis el número de caseríos de cada uno): Cruz Grande (3), Teshcal (4), Shón-Shón (5), Las Marías (4), Las Lajas (3), San Isidro (8), El Sunza (8), Cuyagualo (2), Quebrada Española (4), Las Higueras (3), Joya de Cerén (6), Piedras Pachas (4), Cuntán (5), Chorro Arriba (7), Chorro Abajo (4), Ceiba del Charco (6), Tapalshucut (4), Huiscoyolate (6), Cangrejera (3), Tecuma (4), Las Tres Ceibas (3), La Chapina (4), Talcomunca (3), Tunalmiles (5), y San Luis (2).

## Patrimonio

### Religión
| Religión en Izalco(2023)   | Religión en Izalco(2023)   | Religión en Izalco(2023) | Religión en Izalco(2023) | Religión en Izalco(2023) |
| -------------------------- | -------------------------- | ------------------------ | ------------------------ | ------------------------ |
| Religión                   | Religión                   |                          | Porcentaje               | Porcentaje               |
| Catolicismo                | Catolicismo                |                          | 55 %                     | 55 %                     |
| Protestantes y Evangélicas | Protestantes y Evangélicas |                          | 30 %                     | 30 %                     |
| Sin Religión               | Sin Religión               |                          | 10 %                     | 10 %                     |
| Otras religiones           | Otras religiones           |                          | 5 %                      | 5 %                      |

### Patrimonio histórico
- Parroquia de Nuestra Señora de la Asunción

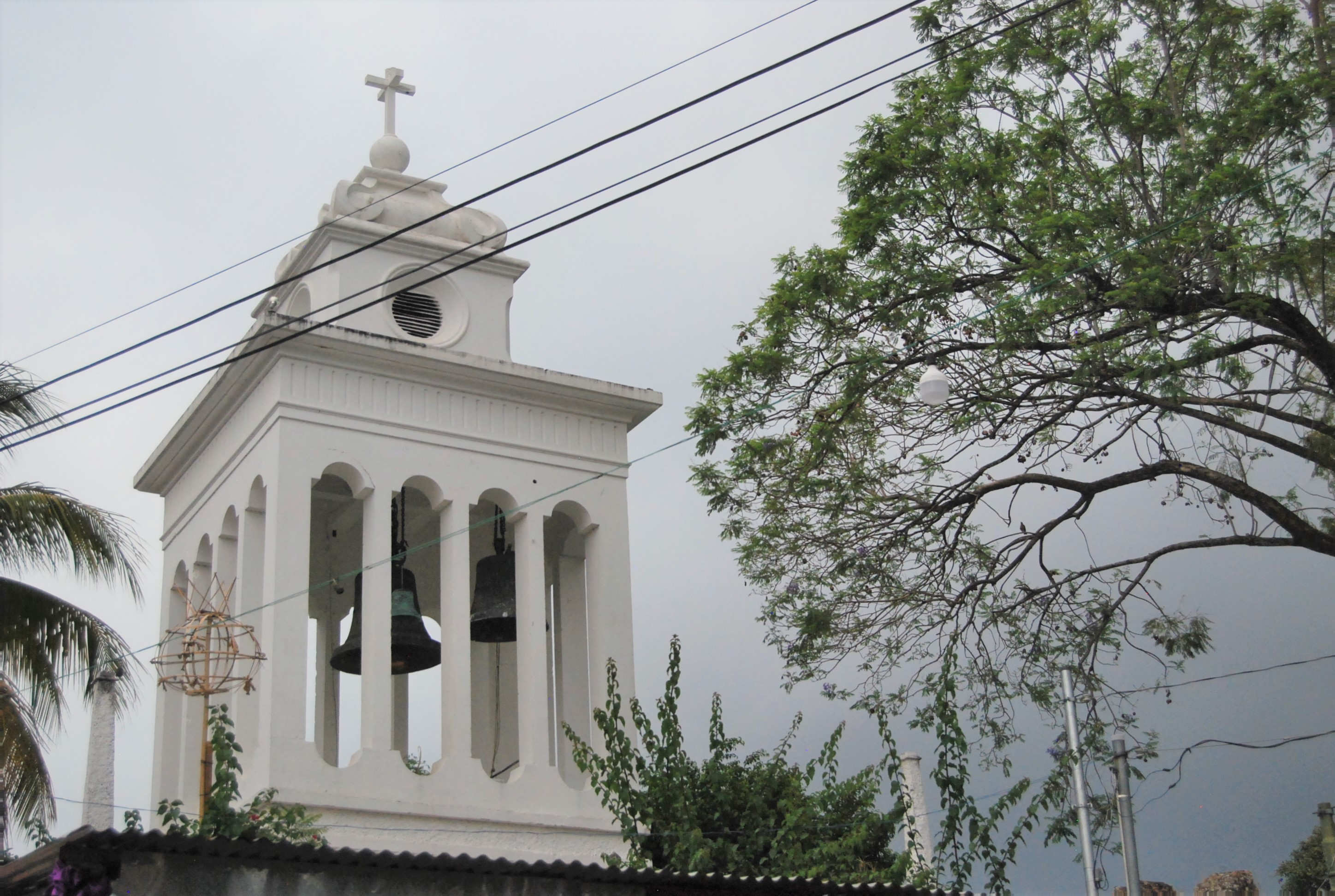
Campanario de la Parroquia de la Asunción.

El primer templo de la Asunción comenzó a erigirse en el año 1568, aproximadamente. Las descripciones del edificio, en la época de la colonización española, hacían notar que su riqueza no se comparaba a las existentes en la villa de la Santísima Trinidad de Sonsonate. Para el año 1773, sucumbió por los terremotos de Santa Marta, aunque existe otra versión que indica que pudo derrumbarse en 1765 por una serie de sismos.

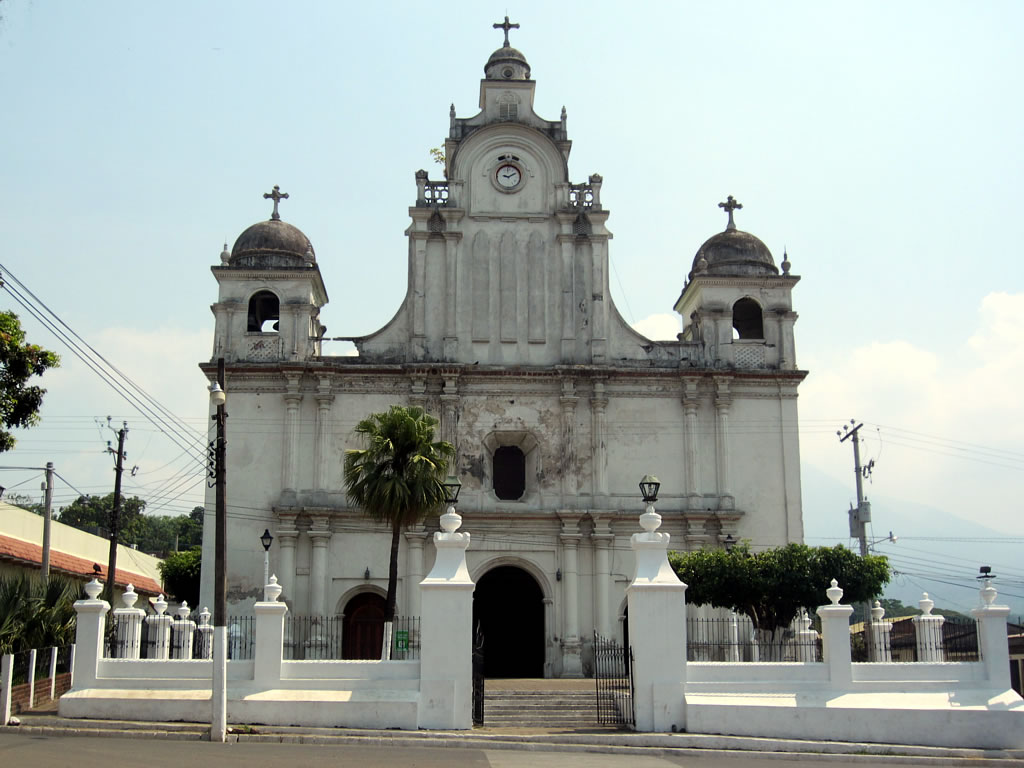
Iglesia de la Parroquia Nuestra Señora de los Dolores.

El nuevo templo comenzó a construirse en 1782 hasta que fue terminado en 1815. La primera piedra fue colocada por Pedro Cortés y Larraz. Los vestigios de la antigua iglesia aún pueden observarse en las cercanías, así como la campana conocida popularmente como María Asunción, que según la tradición fue un obsequio de Carlos I de España.
- Parroquia Nuestra Señora de los Dolores

El templo original de Nuestra Señora de los Dolores fue construido en el año 1716. De esa estructura se conserva la nave, paredes laterales, el presbiterio y altar mayor; mientras que la fachada es de mediados del siglo XX.
- El Llanito

Es un espacio ubicado al costado de la iglesia La Asunción, y fue declarado «Bien Cultural» por la Secretaría de Cultura el año 2012, ya que en ese lugar se encuentran los restos de un número no determinado de personas que murieron a consecuencia de la represión gubernamental de 1932. Cada mes de enero se rinde homenaje a las víctimas por parte de las comunidades locales.
- Casa de Los Barrientos

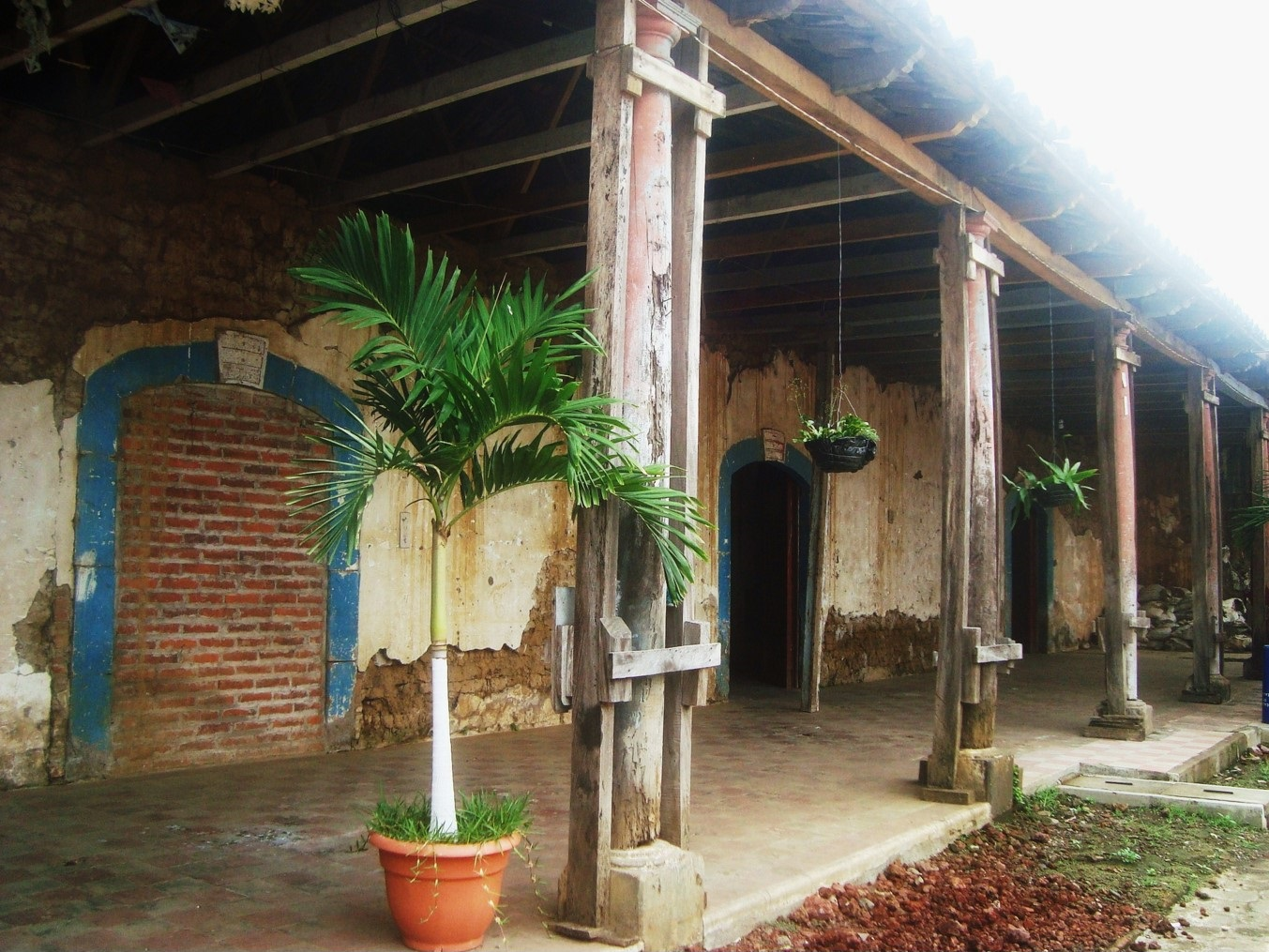
Casa de los Barrientos.

Este inmueble fue construido en el año 1864, y era propiedad del terrateniente don Ramón Barrientos Vega. Tras su muerte y la de su hijo Pedro en los años 1890, fue habitada por sus dos hijas, otros miembros de la familia más los sirvientes, por lo que empezó a ser conocida como la «casa de las Niñas Barrientos». Posteriormente estuvo a cargo de sus sobrinos Alfonso y Gracia Barrientos. Alfonso fungió como alcalde de la ciudad, y durante su residencia la casa se convirtió en punto de referencia.
El 10 de octubre de 1991 se declaró como Monumento Nacional por su alto valor arquitectónico, en el que destacan sus arcos neoclásicos, y un estilo apegado al antigüeño. A partir de entonces fue sometida a restauración. En el año 2010, la Secretaría de Cultura y la alcaldía izalqueña, que adquirió la casa en 1983, firmaron un convenio para instalar allí un Centro de Capacitación en Restauración.

### Patrimonio cultural
- Alcalde común

En Izalco existe una instancia elegida por las comunidades indígenas que es denominada el «Alcalde común». Su origen se remonta a la época de la colonización española cuando las autoridades de la corona estimaban necesario mantener una jerarquía en el poblado en manos de los indígenas, especialmente en lo que se refería a las cofradías y guachivales. En la actualidad el alcalde común mantiene dicha prerrogativa, ya que nombra a los mayordomos de las cofradías en consejo de mayordomos. Además, se hace acompañar de regidores y resuelven conflictos de los pobladores.
- Cofradías

En la época de la colonización española, fueron las órdenes franciscana y dominicana, las encargadas de establecer en Izalco estas organizaciones católicas. El objetivo se cumplió sin contratiempo, pues las cofradías eran afines a las creencias ancestrales relativas a la jerarquía formal y los aspectos rituales de los nativos. Precisamente, se desarrollaron allí tanto las cofradías legalmente reconocidas, como también los guachivales, una especie «religiosidad espontánea indígena».
Los guachivales, sin embargo, no eran bien vistos por los prelados católicos por las celebraciones un tanto fuera de la formalidad requerida, pues la borrachera, la música y el baile eran comunes en los festejos. Sin embargo, la algarabía tenía su razón de ser, como lo establece el historiador Pedro Escalante Arce: « eran para sentirse amparados, consolados, solidarios, alrededor de una imagen venerada que jamás despreciaría a sus pobres indios, y que se alegraba de que ellos en la fiesta estuvieran felices, despreocupados, escapados de la realidad». Además, debieron ser toleradas por la jerarquía católica, pues eran importantes contribuyentes de las parroquias. A mediados del siglo XVIII las cofradías de carácter formal ascendían a veinte, repartidas en partes iguales para los poblados de Asunción y Dolores.
En términos generales, las cofradías se han caracterizado por tener una «Mesa Altar», adonde se colocan las efigies, insignias, imágenes (titular y anexas), y otros adornos. La organización se encuentra conformada por «Mayordomos» junto a sus colaboradores, y los festejos pueden variar entre dos o varios días, que incluyen visitas de otras cofradías, procesión, Misa principal, ofrendas (conocidas como Entradas), hasta culminar con el reparto de comida música y baile.
En Izalco existen unas 24 asociaciones religiosas tradicionales, aunque existen otras con menos formalidad. La que ostenta el rango jerárquico más importante es la Cofradía del Padre Eterno Santísimo.
Semana Santa

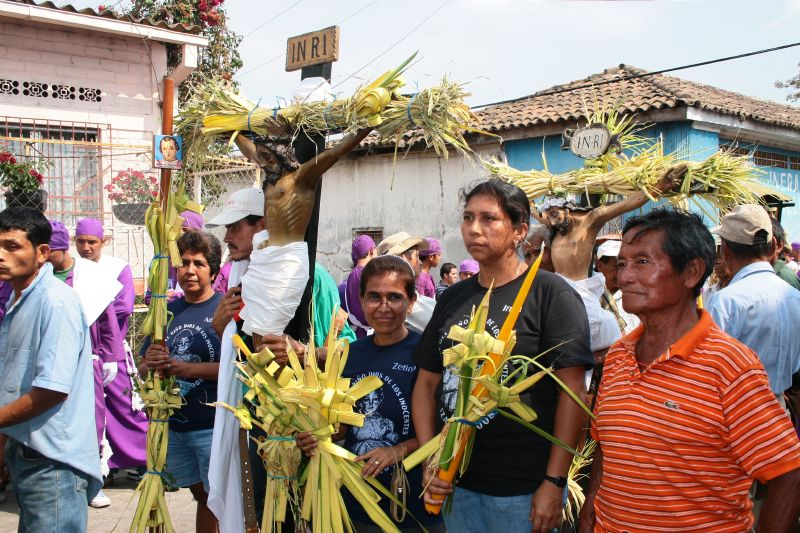
Procesión de Los Cristos en la ciudad de Izalco.

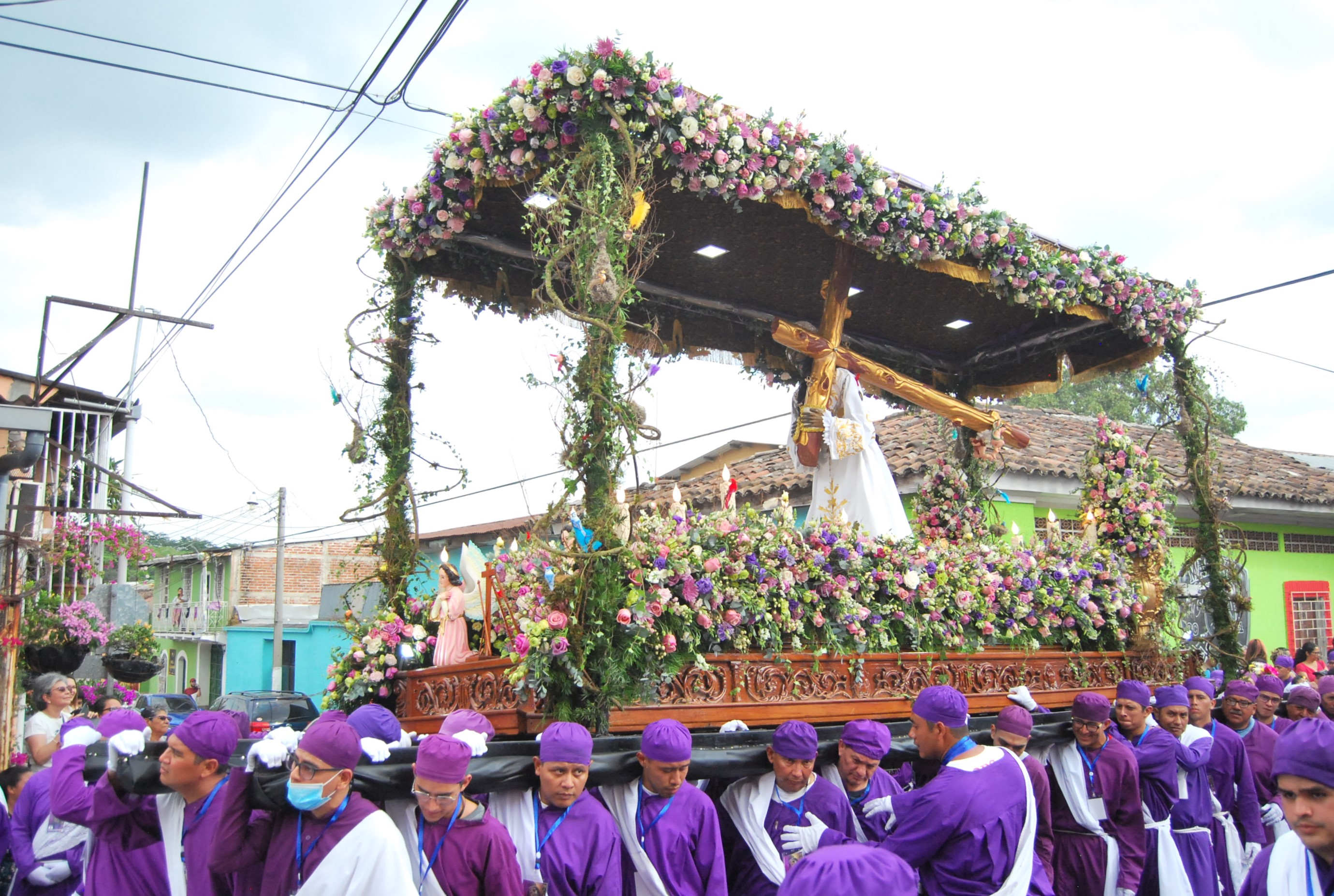
Imagen de Cristo en la procesión de Semana Santa en Izalco, Sonsonate, El Salvador.

Las ciudades de Sonsonate e Izalco ostentan las celebraciones más solemnes de la Semana Santa en El Salvador. Ya desde la Cuaresma se desarrollan diferentes eventos religiosos que culminan en la semana mayor, en la que se desarrollan procesiones religiosas tradicionales; como la de la Consagrada Imagen de «Jesús de las Once» el Viernes Santo con el Viacrucis Penitencial. o la «Procesión de los Cristos», que se considera una de las de mayor duración en el país, ya que puede alargarse por 16 horas. El cortejo consiste en doce imágenes de Cristo crucificado, pertenecientes a igual número de cofradías, que acompañan a la Venerada Imagen de Jesús Nazareno "Rey Poderoso" el Jueves Santo, una de las imágenes de mayor veneración en El Salvador.
El Jeu
El Jeu, también conocido como El Tabal, tiene lugar el 24 de diciembre. La cofradía de la virgen de Belén es la encargada de su organización, y consiste en la presentación de ofrendas de maíz al Niño Dios. Los participantes realizan una procesión al ritmo del pito y del tambor con rumbo a la iglesia de la Asunción, y portan ramas del árbol de garrucha, que se adornan con mazorcas y papeles de colores. Al llegar al templo entonan bombas, cuyas coplas finalizan al grito de ¡Jeu!. Posteriormente los peregrinos realizan visitas a otras cofradías.
Fiestas patronales
En el mes de agosto, se celebra en Izalco la fiesta patronal dedicada a la virgen del Tránsito y Asunción, mientras que en el mes de diciembre se desarrollan la fiesta patronal jurada a la Inmaculada Concepción. En esta última se realiza una procesión con rumbo a las faldas del volcán de Izalco el día 10 de diciembre, una tradición que se inició en 1935. Ese año, y por iniciativa del padre Salvador Castillo, se llevó la imagen de la virgen para buscar protección ante la intensa actividad volcánica que se tenía lugar en ese tiempo. Cada fiesta patronal corresponde a la antigua división del barrio de abajo o Asunción y del barrio arriba o Dolores, respectivamente.

### Patrimonio natural
- Atecozol

Es un parque acuático que fue inaugurado en el año 1956, aunque ya en 1941 era reconocido como «baño público de Atecozol». Posee una extensión de 24 manzanas en las que resaltan la frondosa vegetación, dos piscinas naturales, y varias esculturas que representan mitos y leyendas de El Salvador, obras del maestro Valentín Estrada. Tiene además otras facilidades para el turista.

## Ciudades hermanadas
- Berkeley, Estados Unidos.[71]